# Eunomius
Eunomius († um 395) war nach dem Tod von Aetios um 367 der führende Vertreter der strengen ‚Neu-Arianer‘, der Heterousianer, gebürtig vielleicht aus Oltiseris an der Grenze zwischen Kappadokien und Galatien. 

## Leben und Theologie

### Leben
Eunomius, philosophisch gebildet, war wohl um 350 Schüler des Aëtios von Antiochia in Alexandria geworden, der ihn theologisch entscheidend prägte. Eudoxius von Antiochia weihte ihn 357 zum Diakon, 360 wurde er zum Bischof von Kyzikos gewählt. Das Bischofsamt musste Eunomius bereits nach wenigen Wochen wegen seiner theologischen Positionen, vielleicht zudem auch wegen der strittigen Umstände seiner Wahl zum Bischof aufgeben. Wohl während der Herrschaft der römischen Kaiser Julian und Jovian in den Jahren 360–364 brach Eunomius mit der noch von Kaiser Constantius II. auf das ‚homöische‘ Glaubensbekenntnis von 360 festgelegten römischen ‚Reichskirche‘ und organisierte die ‚Heterousianer‘, die nachfolgend von der ‚homöisch‘ geprägten Kirche entschieden bekämpft wurden. Unter Kaiser Theodosius dem Großen wurden in den Jahren 380, Dreikaiseredikt, und 381, Glaubensbekenntnis Nicäno-Konstantinopolitanum, christliche Bekenntnisse abseits des Bekenntnis von Nicäa bzw. dem Nicäno-Konstantinopolitanum als häretisch eingestuft, und damit auch die ‚Heterousianer‘. Eunomius, der schon mehrmals ins Exil hatte gehen müssen, wurde 383 verbannt, durfte sich später jedoch auf seine Güter zurückziehen, wo er wohl um 395 verstarb. Von seinen zahlreichen Schriften ist kaum etwas erhalten.

### Theologie
Eunomius, Aëtios darin folgend, knüpft zwar inhaltlich in einigen Punkten scheinbar bei der Theologie von Arius an, doch rührt die Ähnlichkeit daher, dass beide theologisch bedeutende Elemente von Origenes übernommen hatten und philosophisch wie argumentativ sehr stark vom Mittel- und Neuplatonismus beeinflusst worden waren. Aëtios wie Eunomius berufen sich entsprechend nirgends auf Arius. 
Wie Aëtios war er führender Vertreter der so genannten Heterousianer: Gott und Jesus seien verschieden im Wesen, denn Gott sei ungezeugt, Jesus, sein Sohn, sei gezeugt, ein Geschöpf Gottes nur aus dessen Willen, nicht aus dessen Wesen. Da Gott ungezeugt sei, sei er auch nicht Vater, das Vatersein sei eine aus dem Willen Gottes entspringende Energie, welche wiederum den Sohn verursache. Der Sohn sei der Schöpfungsmittler und dem Vater subordiniert, als Schöpfungsmittler sei er allerdings endlich wie die Schöpfung, die von ihm stamme.
Im Gegensatz zur Dreifaltigkeitsformel des ersten Konzils von Nicaea (325) vertraten sie die Ansicht, der Sohn sei daher vom Vater „verschieden“, aus dem Griechischen kommend „ἑτερο-ούσιος [hetero-ousios]“ (‚ein anderer nach dem Wesen als Gott-Vater‘). Hieraus entwickelte sich vorübergehend eine Sonderkirche, deren Leitung Eunomius übernahm. Die Gemeinden der Eunomianer gingen aber später in der Alten Kirche auf. 
Gelegentlich nennt man die Heterousianer nicht ganz zutreffend auch ‚Neu-Arianer‘ oder ‚Anhomöer‘, die Bezeichnung ‚Eunomianer‘ früherer Jahrhunderte bezeichnete Anhänger, die sich auf Eunomius bezogen, waren theologisch aber genauso ‚Heterousianer‘.